# 강수호 (드러머)
강수호(1962년 12월 5일 ~ )는 대한민국의 드러머이다.

## 학력
- 1989 ~ 1995 뮤지션스 인스티튜트

## 활동
- 1962년 12월 5일 출생
- 1986년 그룹 평균율에서 활동
- 2011년 3월 6일 ~ 2012년 2월 19일 나는 가수다
- 2012년 4월 29일 ~ 2012년 12월 30일 나는 가수다 II
- 2015년 1월 30일 ~ 4월 24일 나는 가수다 3

- 그 외 다수의 가수들(이승철, 이승환, 심수봉 등) 앨범 세션
- 2021년 10월 ~ [복면가왕] 드럼 세션

## 세션 참여 음반
- 2002년 M.C. the Max 1집《 MC The Max 》
- 2005년 김건모 10집 《 Be Like... 》
- 2009년 이선희 14집 《사랑아... 》
- 2009년 영화 "국가대표"《 국가대표 OST 》
- 2010년 드라마 "공부의 신"《 공부의 신 OST Part 1 》